# Zelotibia filiformis
Zelotibia filiformis Russell-Smith & Murphy, 2005 è un ragno appartenente alla famiglia Gnaphosidae.

## Etimologia
Il nome della specie deriva dal termine latino filiformis, che significa con forma di filo, in riferimento alla lunghezza ed esilità dell'embolus del pedipalpo maschile.

## Caratteristiche
L'olotipo maschile rinvenuto ha lunghezza totale è di 4,32mm; la lunghezza del cefalotorace è di 1,60mm; e la larghezza è di 1,28mm.

## Distribuzione
La specie è stata reperita nel Congo nordorientale: l'olotipo maschile è stato rinvenuto in località Kanyamagufa, a 2000-2500 metri di altitudine lungo le pendici del vulcano Karisimbi, appartenente alla provincia del Kivu Nord.

## Tassonomia
Al 2016 non sono note sottospecie e dal 2005 non sono stati esaminati nuovi esemplari.